# Winthemia analis
Winthemia analis là một loài ruồi trong họ Tachinidae.